# Erica australis
Erica australis é uma espécie de planta com flor pertencente à família Ericaceae. 
Arbusto perenifólio que pode elevar-se até 2,5 m; folhas lineares brilhantes, em verticilos de 4; flores com corola tubular ou tubular-campanulada de cor rosada ou avermelhada, agrupadas (2 a 6) em inflorescências umbeliformes dispostas no ápice de ramos laterais.
Tipo biológico: fanerófito
Em Portugal distribui-se, ainda que de forma descontínua, por todo o território do Continente. Ausente dos arquipélagos da Madeira e dos Açores.
Ecologia/habitat: matagais, carquejais, bosques com clareiras, em terrenos secos e com frequência rochosos, a altitudes até 2000m.
Floração: de Dezembro a Junho.
A autoridade científica da espécie é L., tendo sido publicada em Mant. Pl. Altera 231. 1771.
Os seus nomes comuns são, urze-vermelha, urgueira, torga-vermelha ou chamiça

## Portugal
Trata-se de uma espécie presente no território português, nomeadamente os seguintes táxones infraespecíficos:
- Erica australis subsp. australis - presente em Portugal Continental. Em termos de naturalidade é nativa da região atrás referida. Não se encontra protegida por legislação portuguesa ou da Comunidade Europeia.